# 1. FC Přerov
1. Football Club Přerov byl český fotbalový klub z Přerova hrající naposled Přebor Olomouckého kraje. Klub vznikl v roce 2000 sloučením klubů HFK Přerov a FKM (mládeže) Přerov. V létě roku 2011 se sloučením s FK Viktorie Přerov vytvořil nový klub s názvem 1. FC Viktorie Přerov.
Své domácí zápasy odehrával na Městském stadionu s kapacitou 3 000 diváků.

## Historické názvy
- 2000 – FK mládeže Přerov (Fotbalový klub mládeže Přerov)
- 2007 – 1. FC Přerov (1. Football Club Přerov)

## Umístění v jednotlivých sezonách
Legenda: Z - zápasy, V - výhry, R - remízy, P - porážky, VG - vstřelené góly, OG - obdržené góly, +/- - rozdíl skóre, B - body, červené podbarvení - sestup, zelené podbarvení - postup, fialové podbarvení - reorganizace, změna skupiny či soutěže
| Česko (2004 – 2011) |                                      |        |    |    |   |    |    |    |     |    |        |
| Sezóny              | Liga                                 | Úroveň | Z  | V  | R | P  | VG | OG | +/- | B  | Pozice |
| 2004/05             | I. B třída Olomouckého kraje – sk. A | 7      | 24 | 8  | 5 | 11 | 43 | 43 | 0   | 29 | 10.    |
| 2005/06             | I. A třída Olomouckého kraje – sk. B | 6      | 26 | 14 | 5 | 7  | 61 | 39 | +22 | 47 | 3.     |
| 2006/07             | I. A třída Olomouckého kraje – sk. B | 6      | 26 | 16 | 5 | 5  | 56 | 31 | +25 | 53 | 1.     |
| 2007/08             | Přebor Olomouckého kraje             | 5      | 30 | 9  | 4 | 17 | 43 | 61 | −18 | 31 | 14.    |
| 2008/09             | Přebor Olomouckého kraje             | 5      | 30 | 11 | 4 | 15 | 46 | 44 | +2  | 37 | 11.    |
| 2009/10             | Přebor Olomouckého kraje             | 5      | 30 | 16 | 3 | 11 | 73 | 61 | +22 | 51 | 4.     |
| 2010/11             | Přebor Olomouckého kraje             | 5      | 30 | 17 | 8 | 5  | 67 | 37 | +30 | 59 | 1.     |

Poznámky:
- 2004/05: Po sezóně klub odkoupil licenci na I. A třídu Olomouckého kraje (6. nejvyšší soutěž).